# La Banquière
La Banquière és una pel·lícula dramàtica del 1980 dirigida per Francis Girod, amb guió escrit per Georges Conchon i Francis Girod, i protagonitzada per Romy Schneider, Jean-Louis Trintignant, Marie-France Pisier, Claude Brasseur, Jean-Claude Brialy, Daniel Auteuil i Thierry Lhermitte; la música és d'Ennio Morricone.

## Sinopsi
Procedent d'un mitjà modest, la jove Emma Eckhert va començar la seva carrera com a treballadora a la indústria dels barrets familiars. El 1921, va experimentar els seus primers problemes amb la llei al mateix temps que escandalitzava els que l'envoltaven per la seva homosexualitat. El seu matrimoni amb Moïse Nathanson, una amiga gran de la família, no li impedeix continuar la seva aventura amb Camille Sowcroft, la filla d'un joier, que l'ajuda a enriquir-se avançant-la els diners que Emma fa créixer ràpidament mitjançant intel·ligents transaccions borsàries. El 1929, Emma es va convertir en una de les banqueres més populars de París. Però el seu fulgurant èxit li va atreure, entre altres coses, l'antipatia del poderós banquer Horace Vannister; va intervenir amb el president del Consell de Préfailles per prohibir les activitats d'Emma Eckhert i processar-la. Acaba sent assassinada durant una reunió on va explicar als estalviadors que havien confiat en ella com els pagaria.

## Repartiment
- Romy Schneider - Emma Eckhert
- Marie-France Pisier - Colette Lecoudray
- Claude Brasseur - Largué
- Jean-Claude Brialy - Paul Cisterne
- Jean Carmet - Duvernet
- Jean-Louis Trintignant - Horace Vannister
- Jacques Fabbri - Moïse Nathanson
- Daniel Mesguich - Rémy Lecoudray
- Noëlle Chatelet - Camille Sowcroft
- Daniel Auteuil - Duclaux
- Thierry Lhermitte - Devoluy
- Alan Adair - Sir Charles
- François-Régis Bastide - Le ministre de la Justice
- Arnaud Boisseau - Armand
- Yves Brainville - Prefaille